# Ankur Vikal
Ankur Vikal est un acteur de film et de théâtre indien.

## Filmographie
- 2002 : Mango Soufflé : Kamlesh
- 2003 : Maqbool : Riyaz Boti
- 2005 : Missed Call : Gaurav Sengupta
- 2008 : Slumdog Millionaire : Maman
- 2009 : The Forest : Pritam
- 2010 : Striker : Zaid
- 2010 : Kedi : Chandra
- 2010 : Breaking the Way : Ashok
- 2013 : Mariyaan (Tamil)
- 2014 : Sold : Varun
- 2014 : Unfreedom : Najeeb
- 2015 : Blemished Light : Najib

## Télévision
- 2013 : 24 (en) : Yakub Sayeed.